# Puchar Polski w piłce ręcznej mężczyzn 2015/2016
Puchar Polski w piłce ręcznej mężczyzn 2015/2016 – 50. edycja rozgrywek mający wyłonić zdobywcę Pucharu Polski, a także zespół, który będzie reprezentował Polskę w Pucharze EHF.
Do rozgrywek przystąpiło 15 zwycięzców pucharów okręgowych i 12 zespołów z Superligi. Pucharu broniło Vive Tauron Kielce.

## Uczestnicy rozgrywek
| I etap eliminacji               | I etap eliminacji                  |
| ------------------------------- | ---------------------------------- |
| Województwo dolnośląskie        | Moto-Jelcz Oława                   |
| Województwo kujawsko-pomorskie  | MKS Grudziądz                      |
| Województwo lubelskie           | AZS AWF Biała Podlaska             |
| Województwo lubuskie            | AZS Uniwersytet Zielonogórski      |
| Województwo łódzkie             | Piotrkowianin Piotrków Trybunalski |
| Województwo małopolskie         | SPR Tarnów                         |
| Województwo mazowieckie         | Wisła II Płock                     |
| Województwo opolskie            | Olimp Grodków                      |
| Województwo podkarpackie        | Czuwaj Przemyśl                    |
| Województwo podlaskie           | Szczypiorniak Dąbrowa Białostocka  |
| Województwo pomorskie           | Wybrzeże Gdańsk                    |
| Województwo śląskie             | Olimpia Piekary Śląskie            |
| Województwo świętokrzyskie      | KSSPR Końskie                      |
| Województwo warmińsko-mazurskie | Traveland Olsztyn                  |
| Województwo wielkopolskie       | Nielba Wągrowiec                   |
| Województwo zachodniopomorskie  | brak reprezentanta                 |

| 1/8 finału         | 1/8 finału    | 1/8 finału     | 1/8 finału     |
| ------------------ | ------------- | -------------- | -------------- |
| Vive Tauron Kielce | Wisła Płock   | Azoty-Puławy   | Pogoń Szczecin |
| Górnik Zabrze      | Stal Mielec   | Chrobry Głogów | MMTS Kwidzyn   |
| Zagłębie Lubin     | Śląsk Wrocław | KPR Legionowo  | Gwardia Opole  |

## Rozgrywki

### I etap eliminacji
Losowanie I etapu eliminacji odbyło się 12 listopada w Warszawie. Wolny los w I etapie uzyskał zespół Olimpia Piekary Śląskie. Mecze odbyły się 17 listopada 2015.
| Drużyna 1                     | Wynik | Drużyna 2                          |
| ----------------------------- | ----- | ---------------------------------- |
| Moto-Jelcz Oława              | 32:18 | Olimp Grodków                      |
| AZS Uniwersytet Zielonogórski | 31:28 | Nielba Wągrowiec                   |
| Wybrzeże Gdańsk               | 32:18 | Traveland Olsztyn                  |
| Wisła II Płock                | 33:30 | MKS Grudziądz                      |
| AZS AWF Biała Podlaska        | 30:15 | Szczypiorniak Dąbrowa Białostocka  |
| KSSPR Końskie                 | 32:35 | Piotrkowianin Piotrków Trybunalski |
| Czuwaj Przemyśl               | 42:30 | SPR Tarnów                         |

### II etap eliminacji
Losowanie II etapu eliminacji odbyło się 19 listopada 2015 w Warszawie. Mecze odbyły się 25 listopada 2015.
| Drużyna 1                          | Wynik | Drużyna 2               |
| ---------------------------------- | ----- | ----------------------- |
| AZS Uniwersytet Zielonogórski      | 27:30 | Moto-Jelcz Oława        |
| Wybrzeże Gdańsk                    | 32:27 | Wisła II Płock          |
| AZS AWF Biała Podlaska             | 24:27 | Czuwaj Przemyśl         |
| Piotrkowianin Piotrków Trybunalski | 28:30 | Olimpia Piekary Śląskie |

### 1/8 finału
Losowanie par 1/8 finału odbyło się 7 stycznia 2016 w Warszawie. Mecze odbyły się 9 marca 2016.
| Drużyna 1               | Wynik | Drużyna 2      |
| ----------------------- | ----- | -------------- |
| Chrobry Głogów          | 27:21 | KPR Legionowo  |
| Czuwaj Przemyśl         | 23:38 | Wisła Płock    |
| Vive Tauron Kielce      | 41:24 | MMTS Kwidzyn   |
| Moto-Jelcz Oława        | 29:31 | Górnik Zabrze  |
| Stal Mielec             | 31:25 | Pogoń Szczecin |
| Olimpia Piekary Śląskie | 30:35 | Gwardia Opole  |
| Wybrzeże Gdańsk         | 25:28 | Azoty-Puławy   |
| Śląsk Wrocław           | 17:34 | Zagłębie Lubin |

### 1/4 finału
Losowanie par 1/4 finału odbyło się 11 marca 2016 w Warszawie. Pierwsze mecze odbyły się 13 kwietnia 2016, mecze rewanżowe 27 kwietnia 2016.
| Drużyna 1                            | Wynik dwumeczu | Drużyna 2      | Pierwszy mecz | Drugi mecz |
| ------------------------------------ | -------------- | -------------- | ------------- | ---------- |
| Wisła Płock                          | 71:46          | Zagłębie Lubin | 36:23         | 35:23      |
| Azoty-Puławy                         | 63:63          | Stal Mielec    | 34:31         | 29:32      |
| Górnik Zabrze                        | 68:60          | Chrobry Głogów | 31:31         | 37:29      |
| Vive Tauron Kielce                   | 69:38          | Gwardia Opole  | 41:17         | 28:21      |
| Po lewej gospodarz pierwszego meczu. |                |                |               |            |

Mecze poniżej zostały przedstawione w układzie rund. Z uwagi na występ Vive Tauron Kielce w Lidze Mistrzów - mecze zostały rozegrane poza terminami ustalonymi przez ZPRP w Terminarzu rozgrywek Pucharu Polski.
| 30 marca 2016 | Vive Tauron Kielce | 41:17  | Gwardia Opole   |                                                                                    |
| 18:30         | Ivan Čupić 10      | (20:6) | 4 Kamil Mokrzki | Hala Legionów, Kielce Widzów: 1300 Sędzia: Sebastian Pelc, Jakub Prezlaf (Rzeszów) |
| 18:30         | 2×                 | (20:6) |                 | Hala Legionów, Kielce Widzów: 1300 Sędzia: Sebastian Pelc, Jakub Prezlaf (Rzeszów) |

| 13 kwietnia 2016 | Azoty-Puławy   | 34:31   | Stal Mielec             | |
| 18:00            | Wiktor Kawka 8 | (17:12) | 11 Przemysław Krajewski | Hala sportowa MOSiR, Puławy Widzów: (b.d.) Sędzia: Grzegorz Młyński (Zwoleń) Rafał Puszkarski (Legionowo) |
| 18:00            | 3× · 2×        | (17:12) | 5× · 2× · 1×            | Hala sportowa MOSiR, Puławy Widzów: (b.d.) Sędzia: Grzegorz Młyński (Zwoleń) Rafał Puszkarski (Legionowo) |

| 13 kwietnia 2016 | Górnik Zabrze      | 31:31   | Chrobry Głogów      |                                                                                                   |
| 18:00            | Arkadiusz Miszka 7 | (15:13) | 8 Aleksandr Buszkow | Hala Legionów, Kielce Widzów: (b.d.) Sędzia: Andrzej Kierczak (Michałowice) Tomasz Wrona (Kraków) |
| 18:00            | 6×                 | (15:13) | 6×                  | Hala Legionów, Kielce Widzów: (b.d.) Sędzia: Andrzej Kierczak (Michałowice) Tomasz Wrona (Kraków) |

| 13 kwietnia 2016 | Wisła Płock     | 36:23   | Zagłębie Lubin    |                                                                                                |
| 18:00            | Ivan Nikčević 8 | (17:11) | 7 Michał Bartczak | Orlen Arena, Płock Widzów: (b.d.) Sędzia: Andrzej Kierczak (Michałowice) Tomasz Wrona (Kraków) |
| 18:00            | 2× · 2×         | (17:11) | 6× · 3× · 1×      | Orlen Arena, Płock Widzów: (b.d.) Sędzia: Andrzej Kierczak (Michałowice) Tomasz Wrona (Kraków) |

| 12 kwietnia 2016 | Gwardia Opole | 21:28   | Vive Tauron Kielce                                    |                                                                                                  |
| 18:30            | Rok Simić 5   | (12:15) | 5 Bartłomiej Bis · 5 Mateusz Kus · 5 Tobias Reichmann | Hala Gwardii im. Jerzego Klempela, Opole Widzów: 900 Sędzia: Łukasz Kubis, Filip Fahner (Głogów) |
| 18:30            | 2× · 1×       | (12:15) | 2×                                                    | Hala Gwardii im. Jerzego Klempela, Opole Widzów: 900 Sędzia: Łukasz Kubis, Filip Fahner (Głogów) |

| 27 kwietnia 2016 | Stal Mielec    | 32:29   | Azoty-Puławy            |                                                                                    |
| 18:00            | Wiktor Kawka 8 | (17:17) | 11 Przemysław Krajewski | Gimnazjum nr 2, Mielec Widzów: (b.d.) Sędzia: Cezary Figarski, Dariusz Żak (Radom) |
| 18:00            | 4× · 2×        | (17:17) | 7× · 2× · 1×            | Gimnazjum nr 2, Mielec Widzów: (b.d.) Sędzia: Cezary Figarski, Dariusz Żak (Radom) |

| 27 kwietnia 2016 | Chrobry Głogów     | 29:37   | Górnik Zabrze       |                                                                                    |
| 18:00            | Arkadiusz Miszka 7 | (13:22) | 8 Aleksandr Buszkow | Hala Legionów, Kielce Widzów: 800 Sędzia: Sebastian Pelc, Jakub Pretzlaf (Rzeszów) |
| 18:00            | 4×                 | (13:22) | 5×                  | Hala Legionów, Kielce Widzów: 800 Sędzia: Sebastian Pelc, Jakub Pretzlaf (Rzeszów) |

| 27 kwietnia 2016 | Zagłębie Lubin    | 23:35   | Wisła Płock        |                                                                                           |
| 18:00            | Michał Bartczak 9 | (11:15) | 9 Valentin Ghionea | RCS Lubin, Lubin Widzów: 800 Sędzia: Andrzej Kierczak (Michałowice) Tomasz Wrona (Kraków) |
| 18:00            | 6× · 3×           | (11:15) | 3× · 2× · 1×       | RCS Lubin, Lubin Widzów: 800 Sędzia: Andrzej Kierczak (Michałowice) Tomasz Wrona (Kraków) |

### Final Four
Losowanie par półfinałowych odbyło się 28 kwietnia 2016 w Warszawie. Turniej został rozegrany 21-22 maja 2016 w Hali Torwar w Warszawie.
|  |                    |                    |             |                   |    |                    |                    |       |
|  | Półfinały          | Półfinały          | Półfinały   |                   |    | Finał              | Finał              | Finał |
|  | Półfinały          | Półfinały          | Półfinały   |                   |    | Finał              | Finał              | Finał |
|  | 21 maja            |                    |             |                   |    |                    |                    |       |
|  |                    |                    |             |                   |    |                    |                    |       |
|  | Vive Tauron Kielce | Vive Tauron Kielce | 31          |                   |    |                    |                    |       |
|  | Vive Tauron Kielce | Vive Tauron Kielce | 31          | 22 maja           |    |                    |                    |       |
|  | Stal Mielec        | Stal Mielec        | 25          |                   |    |                    |                    |       |
|  | Stal Mielec        | Stal Mielec        | 25          |                   |    | Vive Tauron Kielce | Vive Tauron Kielce | 33    |
|  | 21 maja            |                    |             |                   |    | Vive Tauron Kielce | Vive Tauron Kielce | 33    |
|  |                    |                    | Wisła Płock | Wisła Płock       | 26 |                    |                    |       |
|  | Wisła Płock        | Wisła Płock        | Wisła Płock | Wisła Płock       | 26 | 29                 |                    |       |
|  | Wisła Płock        | Wisła Płock        |             |                   |    |                    |                    |       |
|  | Górnik Zabrze      | Górnik Zabrze      | 27          |                   |    |                    |                    |       |
|  | Górnik Zabrze      | Górnik Zabrze      | 27          | Mecz o 3. miejsce |    |                    |                    |       |
|  |                    |                    |             |                   |    |                    |                    |       |
|  | 22 maja            |                    |             |                   |    |                    |                    |       |
|  |                    |                    |             |                   |    |                    |                    |       |
|  | Stal Mielec        | Stal Mielec        | 27          |                   |    |                    |                    |       |
|  | Stal Mielec        | Stal Mielec        | 27          |                   |    |                    |                    |       |
|  | Górnik Zabrze      | Górnik Zabrze      | 33          |                   |    |                    |                    |       |
|  | Górnik Zabrze      | Górnik Zabrze      | 33          |                   |    |                    |                    |       |

#### Wyniki
| 21 maja 2016 | Vive Tauron Kielce                    | 31:25   | Stal Mielec          |                                                                            |
| 15:00        | Tobias Reichmann 6 · Karol Bielecki 6 | (11:12) | 9 Damian Krzysztofik | Hala Torwar, Warszawa Sędzia: Bartosz Leszczyński, Marcin Piechota (Płock) |
| 15:00        | 2× · 3× · 1×                          | (11:12) | 4× · 3×              | Hala Torwar, Warszawa Sędzia: Bartosz Leszczyński, Marcin Piechota (Płock) |

| 21 maja 2016 | Wisła Płock        | 29:27   | Górnik Zabrze                               |                                                                       |
| 17:40        | Valentin Ghionea 7 | (14:12) | 6 Aleksander Tatarincew · 6 Mariusz Jurasik | Hala Torwar, Warszawa Sędzia: Jakub Jerlecki, Maciej Łabuń (Szczecin) |
| 17:40        | 4× · 4× · 1×       | (14:12) | 3× · 2×                                     | Hala Torwar, Warszawa Sędzia: Jakub Jerlecki, Maciej Łabuń (Szczecin) |

| 22 maja 2016 | Stal Mielec                         | 27:33   | Górnik Zabrze     |                                                                     |
| 15:00        | Damian Kostrzewa 5 · Wiktor Kawka 5 | (11:20) | 8 Mariusz Jurasik | Hala Torwar, Warszawa Sędzia: Andrzej Chrzan, Michał Janas (Tarnów) |
| 15:00        | 3× · 3×                             | (11:20) | 5× · 3×           | Hala Torwar, Warszawa Sędzia: Andrzej Chrzan, Michał Janas (Tarnów) |

| 22 maja 2016 | Vive Tauron Kielce | 33:26   | Wisła Płock        |                                                                              |
| 17:40        | Michał Jurecki 8   | (19:12) | 8 Dmitrij Żytnikow | Hala Torwar, Warszawa Sędzia: Krzysztof Bąk, Kamil Ciesielski (Zielona Góra) |
| 17:40        | 9× · 4× · 2×       | (19:12) | 6× · 4×            | Hala Torwar, Warszawa Sędzia: Krzysztof Bąk, Kamil Ciesielski (Zielona Góra) |